# Campeonato de Francia de Rugby 15 1984-85
El Campeonato de Francia de Rugby 15 1984-85 fue la 86.ª edición del Campeonato francés de rugby.
El campeón del torneo fue el equipo de Toulouse quienes obtuvieron su octavo campeonato.

## Desarrollo

### Grupo A
| Grupo 1 - Toulouse - Béziers - Montauban - Stadoceste - Tyrosse - Aurillac - Narbonne - Carcassonne - Racing - Avenir Aturin            | Grupo 2 - Agen - Biarritz - Dax - Hyères - Oloron - Boucau - Bègles-Bordeaux - Romans - Valence - La Rochelle            |
| Grupo 3 - Lourdes - Montferrand - Brive - Bayonne - Grenoble - La Voulte - Pau - Club olympique Creusotin - Stade Bagnérais - Angoulême | Grupo 4 - RRC Nice - Touloun - Graulhet - Perpignan - Bourgoin-Jallieu - Mont-de-Marsan - Castres - Nîmes - Tulle - Albi |

### Pre-clasificación
| 1985 | Bayonne | 15 - 10 | Oloron |  |  |

| 1985 | Mont-de-Marsan | 18 - 12 | Graulhet |  |  |

| 1985 | Brive | 17 - 9 | Boucau |  |  |

| 1985 | Grenoble | 22 - 13 | Perpignan |  |  |

| 1985 | Aurillac | 21 - 17 | Montauban |  |  |

| 1985 | Bourgoin-Jallieu | 19 - 9 | Stadoceste |  |  |

| 1985 | Tyrosse | 3 - 0 | Dax |  |  |

| 1985 | La Voulte | 14 - 9 | Hyères |  |  |

### Octavos de final
| Equipo 1    | Equipo 2         | Ida   | Vuelta |
| ----------- | ---------------- | ----- | ------ |
| Toulouse    | Bayonne          | 15-9  | 10-3   |
| Béziers     | Mont-de-Marsan   | 35-19 | 9-6    |
| Montferrand | Brive            | 23-6  | 28-31  |
| Agen        | Grenoble         | 27-16 | 9-9    |
| Touloun     | Aurillac         | 21-6  | 32-15  |
| RRC Nice    | Bourgoin-Jallieu | 6-9   | 28-15  |
| Lourdes     | Tyrosse          | 6-12  | 22-6   |
| Biarritz    | La Voulte        | 3-10  | 29-12  |

### Cuartos de final
| 1985 | Toulouse | 21 - 0 | Béziers |  |  |

| 1985 | Montferrand | 13 - 12 | Dax |  |  |

| 1985 | Toulon | 19 - 9 | RRC Nice |  |  |

| 1985 | Lourdes | 13 - 9 | Biarritz |  |  |

### Semifinal
| 1985 | Toulouse | 17 - 6 | Montferrand |  |  |

| 1985 | Toulon | 6 - 3 | Lourdes |  |  |

### Final
| 25 de mayo de 1985 | Toulouse | 36 - 22 | Toulon | Parc des Princes, Paris |  |

| Bandera de Francia |
| Campeón Toulouse   |
| Octavo título      |